# Manuel Pucciarelli
Manuel Pucciarelli (Prato, 17 de junio de 1991) es un futbolista italiano que juega de delantero en el Vis Pesaro 1898 de la Serie C.

## Clubes
| Club                            | País      | Año       |
| ------------------------------- | --------- | --------- |
| Empoli F. C.                    | Italia    | 2010-2019 |
| U. S. Gavorrano (cedido)        | Italia    | 2012      |
| A. C. ChievoVerona (cedido)     | Italia    | 2017-2019 |
| A. C. ChievoVerona              | Italia    | 2019-2021 |
| Delfino Pescara 1936 (cedido)   | Italia    | 2020      |
| Dibba Al-Fujairah Club (cedido) | EAU       | 2021      |
| Melbourne City F. C.            | Australia | 2021-2022 |
| Vis Pesaro 1898                 | Italia    | 2022-     |